# Rzeczpospolita Pawłowska
Rzeczpospolita Pawłowska (lit. Paulavos respublika) – republika samorządowa utworzona w granicach I Rzeczypospolitej we wsi Pawłowo (dawniej Merecz) koło Wilna, w której właściciel wsi, ksiądz Paweł Ksawery Brzostowski, w roku 1769 ograniczył pańszczyznę (częściowo zastępując ją oczynszowaniem) i nadał chłopom wolność osobistą. Rzeczpospolita Pawłowska obejmowała obszar ponad 3 tys. hektarów, miała własną konstytucję, herb, pieniądze, sejm, skarb, kasę samopomocy i szkołę. W sumie republika księdza Brzostowskiego w Pawłowie funkcjonowała 25 lat.

## Historia

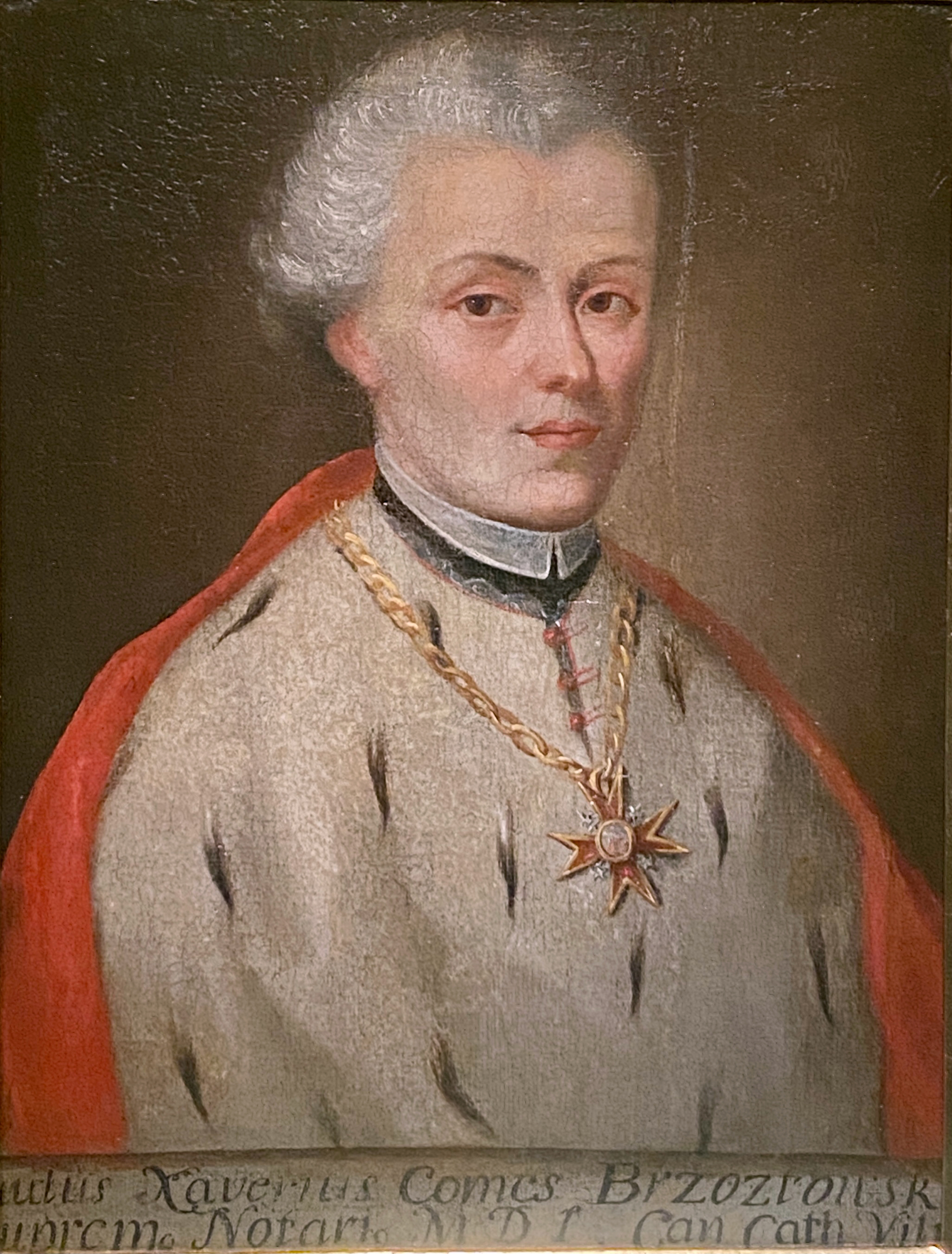
Założyciel Rzeczypospolitej Pawłowskiej – ksiądz Paweł Ksawery Brzostowski

W 1767 roku wieś wraz z przyległościami nabył ksiądz kanonik wileński Paweł Ksawery Brzostowski, który od swego imienia nazwał ją Pawłowem. W roku 1769 ustanawiając konstytucję częściowo zastąpił pańszczyznę oczynszowaniem oraz nadał chłopom wolność osobistą. Miało to miejsce po długich rozmowach z chłopami. Jedynie jeden z kmieci wzniósł sprzeciw wobec owej konstytucji. Chłopi zostali podzieleni na klasy: pieniężników, bojarów, chłopów ciągłych i kątników. Choć pieniężnicy płacili nie musieli odrabiać pańszczyzny – zamiast tego płacili 128 zł czynszu na włókę ziemi rocznie, a także musieli oddawać panu połowę zebranego miodu – to pozostałe klasy dalej były zobowiązane do odrabiania pańszczyzny. Bojarzy nie tylko płacili czynsz (48 zł na włókę ziemi rocznie) i oddawali większą ilość dóbr w naturze, lecz także odrabiali ponad miesiąc pańszczyzny rocznie. Jeszcze gorsza była sytuacja chłopów ciągłych, którzy płacili panu głównie poprzez odrabianie pańszczyzny. W najgorszej sytuacji znajdowali się kątnicy – byli to chłopi nieposiadający własnej ziemi ani domu, którzy mieszkali u innych chłopów, a mimo to byli najmocniej obłożeni pańszczyzną i innymi zobowiązaniami. Klasy zlikwidowano w 1786 roku, wraz z rozdaniem ziem folwarku chłopom małorolnym, kątnikom i przybyszom, którzy nie posiadali ziemi.
Chłopi utworzyli samorząd gminny, nazywany sejmem. Działalność samorządu opierała się na specjalnie opracowanych przez Brzostowskiego przepisach prawnych i porządkowych, które zostały ogłoszone drukiem w 1771 roku pt. „Ustawy stosujące się do dobrego porządku i powinności osiadłych ludzi w dobrach Pawłowie, czyli Mereczu”. Sejm Rzeczypospolitej zatwierdził urzędowo „rzeczpospolitę pawłowską” oraz uchwalił Konstytucję Rzeczypospolitej Pawłowskiej dnia 4 kwietnia 1791 roku, czyli jeszcze przed uchwaleniem Konstytucji 3 maja. Podobne rozwiązania, polegające na oczynszowaniu gospodarstw chłopskich, zastosowali również wzorem księdza Brzostowskiego inni właściciele ziemscy, np. Joachim Litawor Chreptowicz i Stanisław Potocki.
Rzeczpospolitą Pawłowską odwiedził król Stanisław August Poniatowski, który prowadził z księdzem Brzostowskim korespondencję. Poniatowski odznaczył księdza Orderem Orła Białego.

### Po rozbiorach

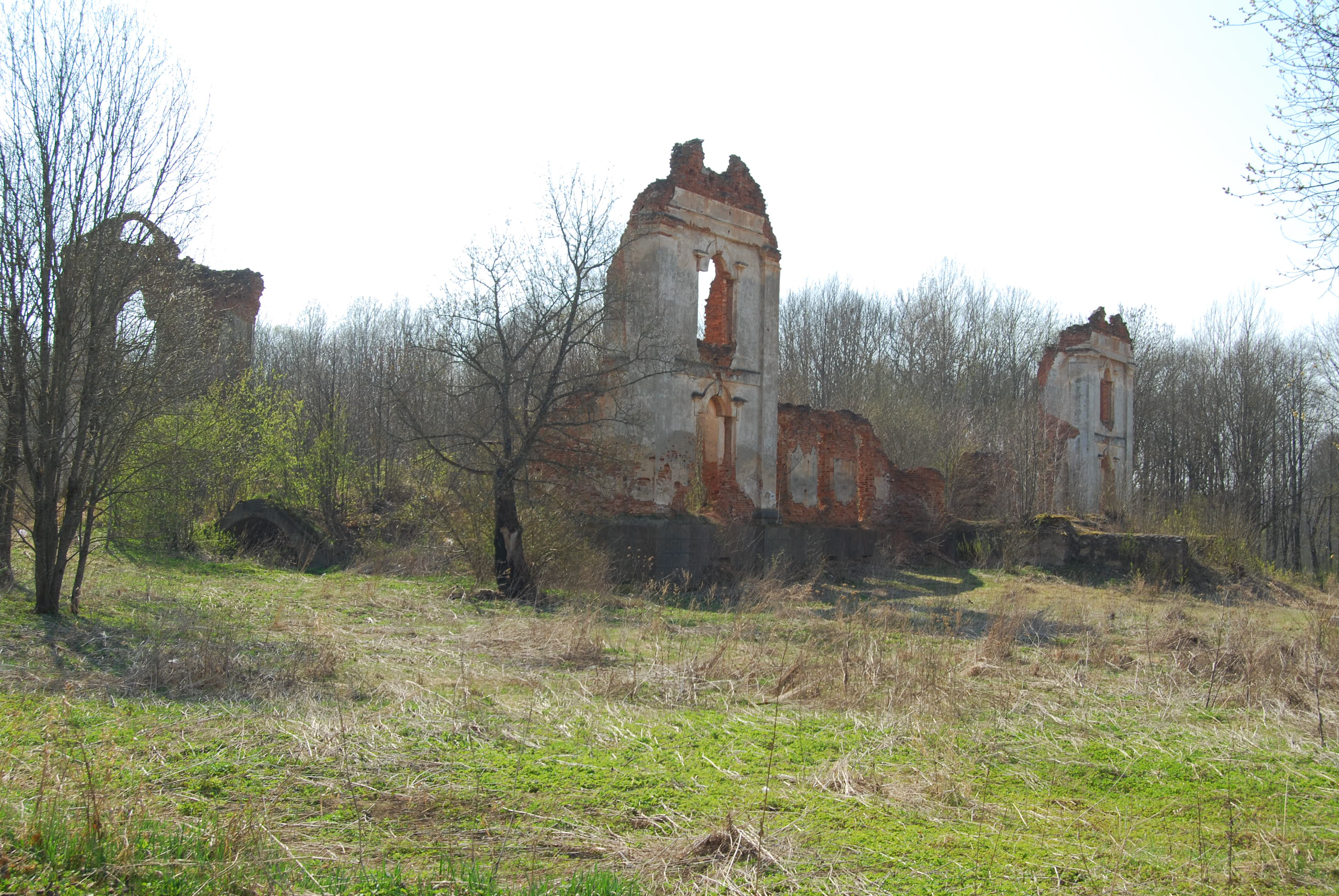
Ruiny dworu księdza Brzostowskiego w Pawłowie

Ksiądz Brzostowski po rozbiorze Polski wyemigrował do Saksonii, bojąc się prześladowań ze strony władz carskich. Powrócił jednak już w 1800 roku do Turgiel, gdzie zmarł w 1827 roku. Pochowany został w Rukojniach. Jego nagrobek Rosjanie sprofanowali i zniszczyli.
Wojska Rzeczypospolitej Pawłowskiej wzięły udział w insurekcji kościuszkowskiej. Rzeczpospolita Pawłowska przestała istnieć po upadku powstania listopadowego, w którym chłopi pawłowscy masowo wzięli udział. Po klęsce powstania na pawłowian spadły prześladowania ze strony władz carskich (m.in. dokonano zamiany kościoła na cerkiew).